# 제천 청풍 금남루
제천 청풍 금남루(堤川 淸風 錦南樓)는 충청북도 제천시 청풍면 물태리에 있는 조선시대의 건축물이다. 1976년 12월 21일 충청북도의 유형문화재 제20호 제천청풍금남루(堤川淸風錦南樓)로 지정되었으나, 2013년 1월 18일 현재의 문화재 명칭으로 변경되었다.

## 개요
조선 순조 25년(1825)에 부사 조길원이 세운 관청의 정문으로 고종 7년(1870)년에 고쳐 지었고, 1985년에 청풍문화재단지 안으로 옮겼다.
앞면 3칸·옆면 2칸의 2층 건물로, 지붕 옆면이 여덟 팔(八)자 모양인 팔작지붕집이다. 1층은 3개의 문으로 되어있는데, 가운데 문은 부사가 출입했고 양쪽 문은 평민이 출입했다고 한다. 2층에는 난간을 둘렀으며 사방이 탁 트여 멀리있는 적의 동정을 살필 수 있도록 하였다. ‘도호부절제아문(都護府節制衙門)’이라는 현판은 건물을 세울 당시에 부사 조길원이 썼다고 한다.

## 현지 안내문
이곳은 청풍부의 아문으로, '도호부절제아문'이란 현판이 걸려 있다. 순조 25(1825)에 청풍부사 조원길이 처음 세우고 현판도 걸었다. 고종 7년(1870)에 부사 이직현이, 동 37년(1900)에 부사 현인복이 각각 중수하고 1956년에도 보수하였다. 본래 청풍면 읍리 203-1번지에 있었으나, 충주다목적댐의 조성으로 인하여 1983년에 지금의 자리로 옮겨 복원하였다.
정면 3칸, 측면 2칸의 팔작집으로 팔각의 높은 돌기둥 위에 세운 건물이다.

## 참고 자료
- 제천 청풍 금남루 - 국가유산청 국가유산포털